# Bandeira das Ilhas Cocos
A bandeira das Ilhas Cocos é um dos símbolos oficiais desse território australiano.

## História
foi originalmente criada em 2003 e adotada a 6 de Abril de 2004,Seu desenho foi resultado de um concurso feito para o desenho de uma nova bandeira. O vencedor foi Mohammed Minkom, que tinha feito esse desenho ainda nos anos de 1990 quando era um adolescente.

## Características
Seu desenho consiste num retângulo nas proporções largura-comprimento de 1:2. No cantão há um disco ouro com uma palmeira; no centro da bandeira há uma crescente na cor ouro e, na parte direita, um cruzeiro do sul com estrelas ouro de sete pontas, semelhante ao encontrado na bandeira da Austrália.
As cores da bandeira são:
| Cor | Sistema Pantone | CMYK        | RGB         | Hex     |
| --- | --------------- | ----------- | ----------- | ------- |
|     | Verde 363C      | 64.0.100.24 | 76, 141, 43 | #4C8D2B |
|     | Amarelo 116C    | 0.10.98.0   | 255, 205, 0 | #FFCD00 |
|     | Marrom 1535C    | 0.71.100.38 | 148, 69, 11 | #94450B |

## Simbolismo
As cores predominantes, o verde e amarelo são as cores nacionais australianas. A bandeira também incorpora a Cruz do Sul da bandeira nacional da Austrália, que juntamente com uma lua crescente central simbolizam a diversidade do multiculturalismo das Ilhas Cocos (Keeling).

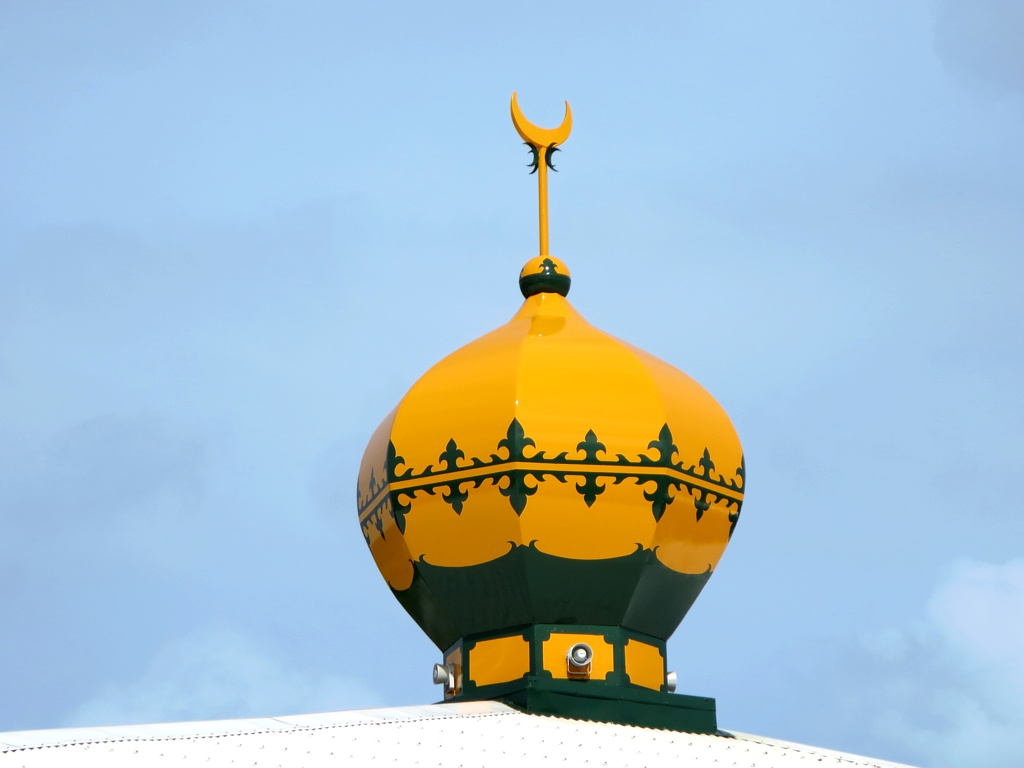
Crescente no domo da mesquita das Ilhas Cocos
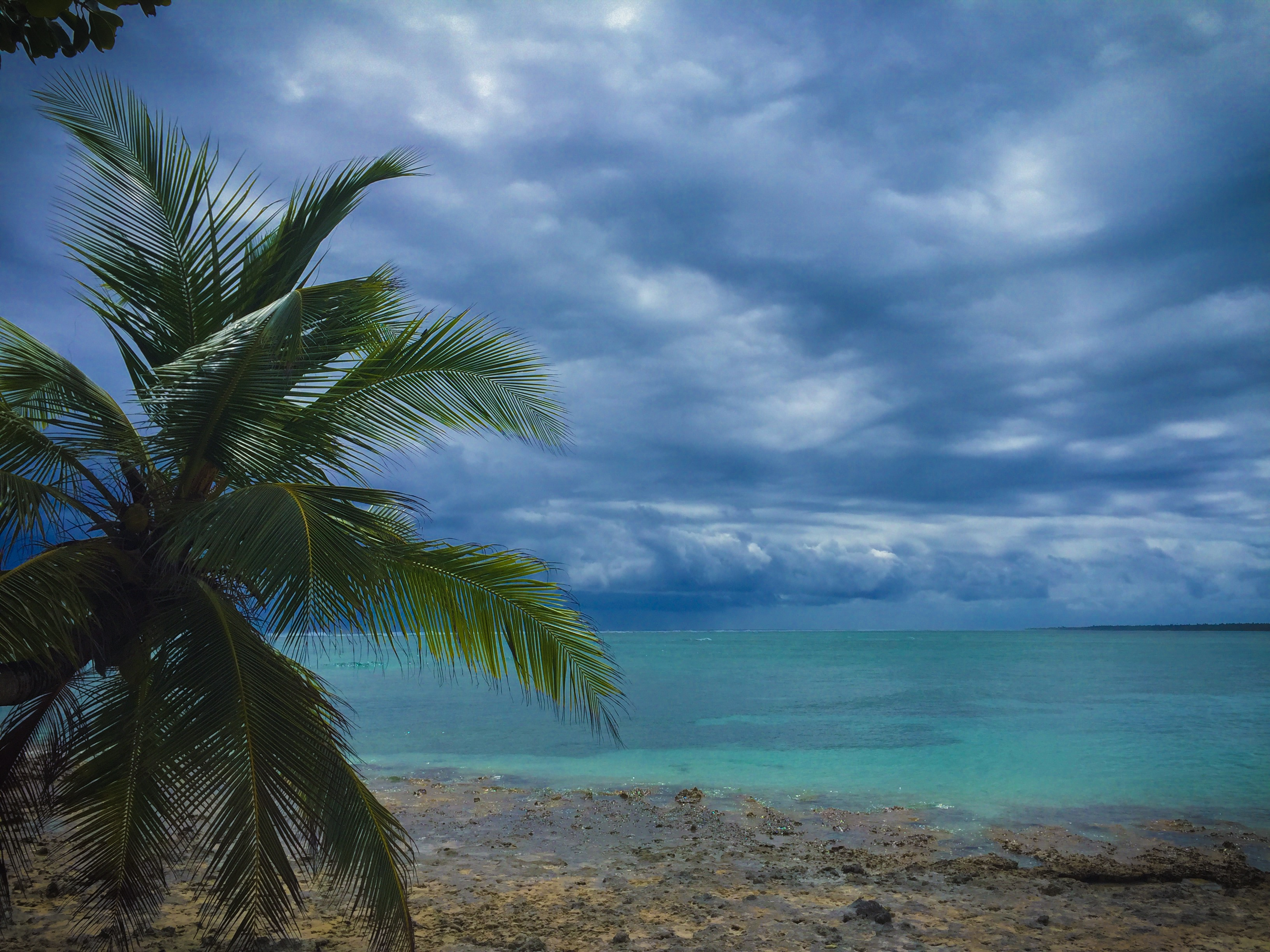
Palmas de um coqueiro, árvore símbolo do arquipélago
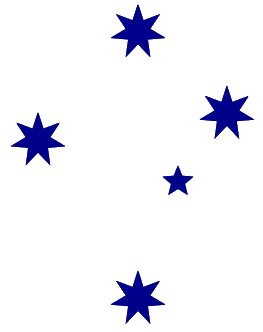
Cruzeiro do sul com estrelas de sete pontas, semelhante a da bandeira australiana